# Tadeusz Woliński
Tadeusz Woliński – pułkownik pułku 4-go piechoty polskiej wojsk Księstwa Warszawskiego, objął dowództwo pułku w Hiszpanii, wzięty do niewoli w potyczce kompanii woltyżerów pod Ximena de la Frontiera, uwolniony w ramach wymiany jeńców, powrócił do pułku w Smoleńsku w roku 1812; Ranny w bitwie pod Czaśnikami 29.10.1812.
Epitafium znajduje się w kościele w Winnej Górze.